# قائمة المناطق في الدماغ البشري

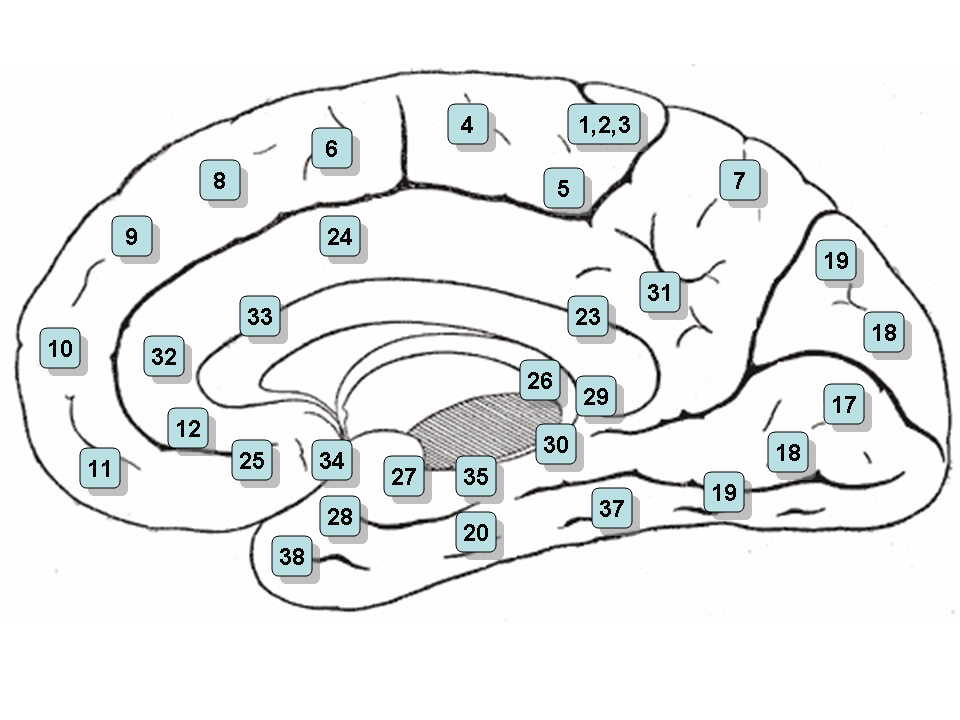
تخطيط الدماغ البشري

تحتوي القائمة علي المناطق التشريحية في الدماغ البشري، ويسمي العلم المهتم بتشريح الجهاز العصبي بعلم التشريح العصبي.

## الدماغ الخلفي

### دماغ بصلي
- نخاع مستطيل
  - أهرام نخاعية (جذع المخ)
  - جسم زيتوني
    - نواة زيتونية سفلية

  - نخاع بطني وحشي منقاري
  - نواة وحيدة
  - مركز تنفسي
  - مستوى التكوين الشبكي المجاور للناصف
  - نواة إسفينية
  - نواة ناحلة
  - نوى الأعصاب القحفية
    - نواة ملتبسة
    - نواة العصب تحب اللسان

### دماغ تالي
- الجسر
  - نوي جسرية
  - أعصاب قحفية جسرية
    - نواة عصب ثلاثي التوائم الجسرية الحسية الأساسية

  - نواة مبعدة
  - نواة وجهية حركية
  - نوى العصب الدهليزي القوقعي (نواة دهليزية ونواة قوقعية)
  - سقيفة جسرية
    - مركز تبول جسري
    - موضع أزرق
    - نواة سويقية جسرية

  - نوى جوار عضدي
  - مركب زيتوني علوي
    - جسم منحرفي

  - مستوى التكوين الشبكي الجسري المجاور للناصف
  - سويقة مخيخية
    - سويقة مخيخية علوية
    - سويقة مخيخية وسطى
    - سويقة مخيخية سفلية
- بطين رابع
- مخيخ
  - دودة مخيخية

## دماغ أمامي

### دماغ بيني

#### فوق المهاد
- غدة صنوبرية
- نوى عنانية
- شريطة مهادية

#### بطين ثالث
- عضو تحت الصوار

#### غدة نخامية
- الغدة النخامية الأمامية
- الغدة النخامية الوسطى
- الغدة النخامية الخلفية

### مخونصف كرة مخية

#### مادة بيضاء
- إكليل متشعع
- محفظة غائرة
- محفظة ظاهرة
- محفظة قصوى

#### دماغ شمي
- بصلة شمية
- سبيل شمي
- نواة شمية أمامية
- قشرة كمثرية
- مقرن أمامي
- معقف
- قشرة حول اللوزة

#### قشرة مخية(قشرة جديدة)
- فص جبهي
- فص جداري
- فص قذالي
- فص صدغي
- فص جزيري
- تلفيف حزامي

## مسارات عصبية

### الأعصاب
- أعصاب قحفية
  - العصب القحفي الأول
  - العصب القحفي الثاني
- أعصاب منشأها جذع المخ
  - العصب القحفي الثالث
  - العصب القحفي الرابع
  - العصب القحفي الخامس
  - العصب القحفي السادس
  - العصب القحفي السابع
  - العصب القحفي الثامن
  - العصب القحفي التاسع
  - العصب القحفي العاشر
  - العصب القحفي الحادي عشر
  - العصب القحفي الثاني عشر

## جهاز عصبي غدي
- هرمون وطائي نخامي
- محور وطائي-نخامي-كظري
- محور وطائي-نخامي-تناسلي
- محور وطائي-نخامي-درقي
- هرمون مطلق لهرمون النمو
- هرمون النمو
- الغدة النخامية الخلفية

## أنظمةوعائيةعصبية
- شريان مخي أمامي
- شريان مخي أوسط
- شريان مخي خلفي
- شريان فقري
- شريان قاعدي
- دائرة شريانية دماغية
- حاجز دموي دماغي
- جهاز غليمفاوي
- جهاز وريدي

## النظام السحائي
- حاجز دموي دماغي
  - سحايا
  - أم جافية
  - أم حنون
  - أم عنكبوتية
  - حيز فوق الجافية
  - حيز تحت الجافية
  - جهاز بطيني
  - بطين ثالث
  - بطين جانبي

## مواضيع ذات صلة
- دماغ بشري
- حبل شوكي
- الخطوط العريضة للجهاز العصبي البشري
- قائمة الأعصاب في جسم الإنسان